# Grammont (Haute-Saône)
Grammont ist eine französische Gemeinde im Département Haute-Saône in der Region Bourgogne-Franche-Comté.

## Geographie
Grammont liegt auf einer Höhe von 360 m über dem Meeresspiegel, acht Kilometer ostsüdöstlich von Villersexel und etwa 30 Kilometer ostsüdöstlich der Stadt Vesoul (Luftlinie). Das Dorf erstreckt sich in einer Talmulde im Quellgebiet des Ruisseau de Suchot am nordwestlichen Rand der Hügellandschaft, die sich zwischen den Flusstälern von Ognon und Doubs ausdehnt.
Die Fläche des 5,94 km² großen Gemeindegebiets umfasst einen Abschnitt der Hügellandschaft südöstlich des Ognontals. Der Hauptteil des Gebietes wird von der nach Norden geöffneten, halbkreisförmigen Mulde von Grammont eingenommen, die vom Ruisseau de Suchot und seinen Quellbächen entwässert wird. Die Talmulden und die relativ sanft geneigten Hänge werden überwiegend landwirtschaftlich genutzt. Nach Süden leitet eine 100 bis 150 m hohe Geländestufe zu den angrenzenden Hochflächen über. Dazu gehören der nach Norden ausgreifende Sporn von Grammont (Motte de Grammont), auf dem mit 515 m die höchste Erhebung der Gemeinde erreicht wird, der Bois du Chanois und die Höhe von Accolans. Meist verläuft die Grenze oberhalb des Steilhanges. Während der nördliche Gemeindeteil hauptsächlich aus sandig-mergeligen Schichten der Lias aufgebaut ist, besteht die Hochfläche im Süden aus einer widerstandsfähigen Kalkschicht der mittleren Jurazeit.
Nachbargemeinden von Grammont sind Belles-Fontaines im Norden und Osten, Accolans und Bournois im Süden sowie Fallon und Mélecey im Westen.

## Geschichte
Das Gemeindegebiet von Grammont war schon sehr früh bewohnt, worauf Überreste eines neolithischen Siedlungsplatzes und mehrere Tumuli hinweisen. Erwähnt wird Grammont im Jahr 1374 als Grandi monta, 1416 als Grantmont und 1551 als Grandmont. Der Ortsname bedeutet so viel wie großer Berg. Im Mittelalter bildete Grammont ein Lehen der Grafschaft Burgund. In Grammont siedelte sich im frühen 13. Jahrhundert ein Seitenzweig der Herren von Granges an. Daraus ging eine bedeutende Adelsfamilie der Franche-Comté hervor, die sich seit 1349 de Grammont nannte. Im Jahr 1308 ließ Guy de Granges auf dem Vorsprung von Grammont eine Burg errichten. Noch im 14. Jahrhundert kam die Herrschaft Grammont unter die Oberhoheit der Grafen von Montbéliard. Die Burg wurde 1474 im Anschluss an die Schlacht bei Héricourt von den Eidgenossen geplündert und gebrandschatzt. Die Herrschaft Grammont wurde 1657 zur Grafschaft erhoben. 1674 wurde die Burg auf Befehl des Königs Ludwig XIV. zerstört. Zusammen mit der Franche-Comté gelangte Grammont mit dem Frieden von Nimwegen 1678 definitiv an Frankreich.
Die Herren von Grammont übersiedelten 1699 nach Villersexel und hatten fortan die Verwaltung der Herrschaft Villersexel inne. Schon 1502 wurde in Grammont ein landwirtschaftlicher Markt gegründet, der besonders im 19. Jahrhundert als Pferdemarkt frankreichweit und auch im angrenzenden Ausland bekannt war. Er wird alljährlich am letzten Samstag im Februar abgehalten. Seit 2000 ist Grammont Mitglied des 33 Ortschaften umfassenden Gemeindeverbandes Pays de Villersexel.

## Sehenswürdigkeiten

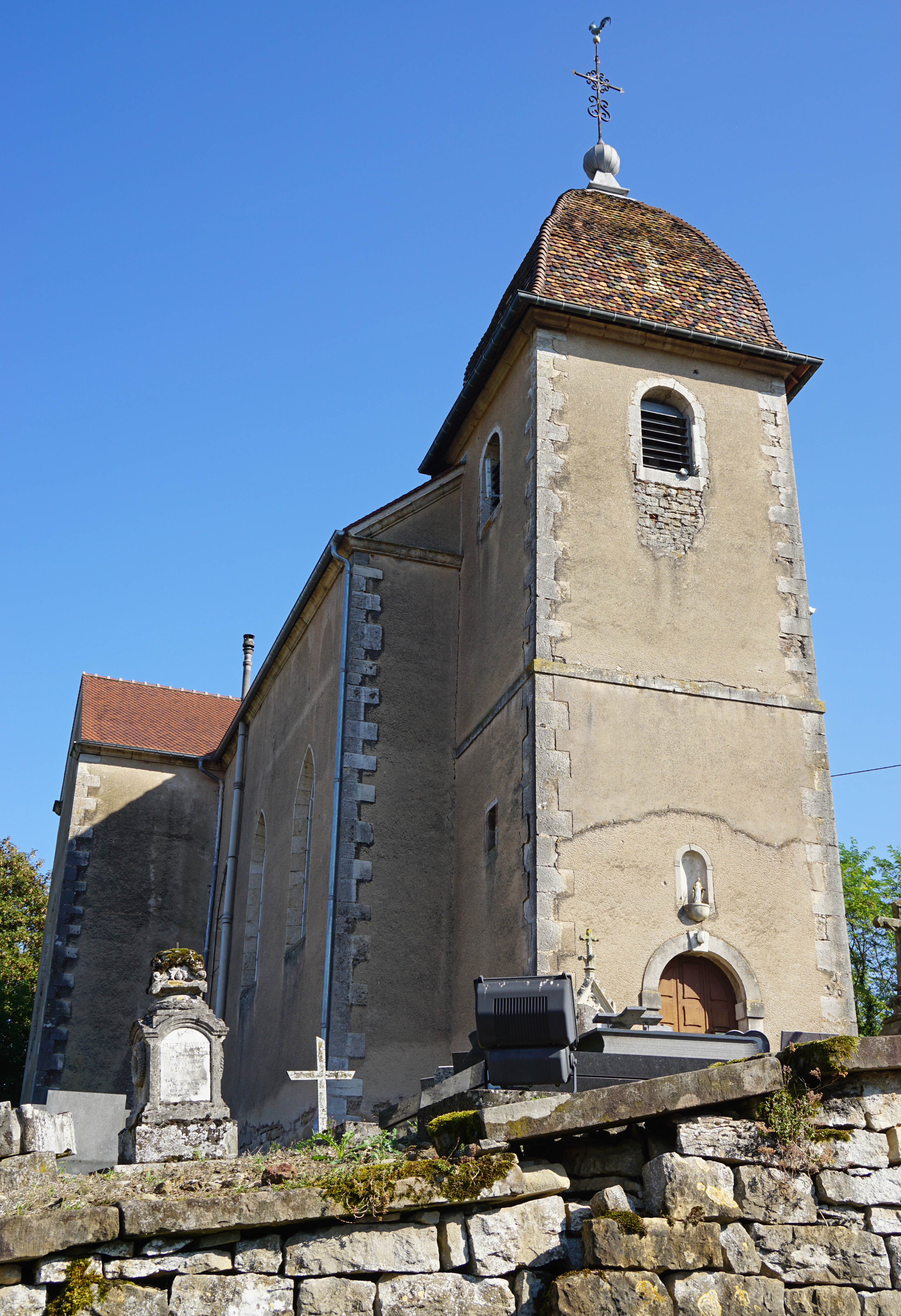
Kirche Saint-Martin

Die Kirche Saint-Martin, die ursprünglich auf einen Bau aus dem 12. Jahrhundert zurückgeht, wurde 1865 neu erbaut. Sie besitzt einen Vorhof im gotischen Flamboyantstil. Zur Ausstattung gehören eine reich skulptierte Kanzel (17. Jahrhundert), Altäre aus dem 18. Jahrhundert und verschiedene Grabplatten, die aus dem 16. Jahrhundert stammen. 
Im alten Dorfkern sind verschiedene Häuser aus dem 15. bis 16. Jahrhundert im traditionellen Stil der Haute-Saône erhalten. Ein Herrschaftssitz datiert aus dem 18. Jahrhundert. Von der ehemaligen mittelalterlichen Burg existieren nur noch wenige Überreste.

## Bevölkerung
| Jahr                       | 1962 | 1968 | 1975 | 1982 | 1990 | 1999 | 2017 |
| Einwohner                  | 100  | 96   | 78   | 84   | 74   | 71   | 66   |
| Quellen: Cassini und INSEE |      |      |      |      |      |      |      |

Mit 67 Einwohnern (1. Januar 2022) gehört Grammont zu den kleinsten Gemeinden des Départements Haute-Saône. Nachdem die Einwohnerzahl in der ersten Hälfte des 20. Jahrhunderts deutlich abgenommen hatte (1896 wurden noch 208 Personen gezählt), wurden seit Beginn der 1970er Jahre nur noch geringe Schwankungen verzeichnet.

## Wirtschaft und Infrastruktur
Grammont war bis weit ins 20. Jahrhundert hinein ein vorwiegend durch die Landwirtschaft (Ackerbau, Obstbau, Weinbau und Viehzucht) geprägtes Dorf. Daneben gibt es heute einige Betriebe des lokalen Kleingewerbes. Mittlerweile hat sich das Dorf auch zu einer Wohngemeinde gewandelt. Viele Erwerbstätige sind deshalb Wegpendler, die in den größeren Ortschaften der Umgebung ihrer Arbeit nachgehen.
Die Ortschaft liegt abseits der größeren Durchgangsachsen an einer Departementsstraße, die von Courchaton nach Mélecey führt. Der nächste Anschluss an die Autobahn A36 befindet sich in einer Entfernung von ungefähr 20 Kilometern. Weitere Straßenverbindungen bestehen mit Vellechevreux und Accolans.